# Rozstaj
Rozstaj (niem. Bei den Drei Grenzen) – góra (694 m n.p.m.) w południowo-zachodniej Polsce, w Sudetach Środkowych, we wschodniej części pasma Gór Sowich.

## Położenie
Góra położona jest w południowo-wschodniej części Gór Sowich, na wschód od wzniesienia Trześnik, około 3 km na północny zachód od centrum Srebrnej Góry.

## Charakterystyka
Góra o kopulastym kształcie i stromych zboczach z wyraźnie zaznaczonym wierzchołkiem, wyrasta we wschodnim ramieniu Malinowej, pomiędzy doliną Chyżego Potoku po południowej stronie i Piekielnicy po północnej stronie.

## Budowa geologiczna
Zbudowana z prekambryjskich paragnejsów i migmatytów.

## Roślinność
Wierzchołek i zbocza porasta las świerkowy regla dolnego z domieszką drzew liściastych.

## Ochrona przyrody
Góra położona jest w granicach Obszaru Chronionego Krajobrazu Gór Sowich i Bardzkich.

## Inne
Góra położona jest między rozstajami dróg leśnych, stąd pochodzi jej nazwa. Przez szczyt prowadzi wewnętrzna droga leśna, która przechodzi przez wzniesienie Trześnik. Na zachód od Rozstaju, na rozstaju dróg stoi historyczny Kamień Trzech Granic.